# Tarmala
Tarmala (arab. ترملا) – miejscowość w Syrii, w muhafazie Idlib. W 2004 roku liczyła 1556 mieszkańców.